# ドラゴンアットマーク
ドラゴンアットマークプロジェクトは日本の劇団。

## 変遷
ドラゴンアットマークプロジェクトは2011年2月旗揚げ。舞台出身の役者を中心に結成され、座長として女優神田明子を筆頭に即興劇を中心とした定期イベントを開催。現在は秋葉原を拠点に定期公演を行い、アニメ文化を取り入れたサブカルチャーな舞台が特徴。また、劇団としては珍しく自主制作のテレビ番組も放送しており、メディアの活動も積極的に行われている。俳優部のドラゴンライダース、声優部のドラゴンモンスターに分かれている。2013年6月には荒舩美栄を迎えて新劇団の魔法学園放送部の3部門体制になる。また、現在ではドラゴンエンターテイメントとして活動。ムービー劇団龍魂、月と音、魔法学園放送部の３劇団となっている。

## 主な劇団員
- 神田明子
- 佐久間澪
- 南沙奈
- 高橋かおり

他

## テレビ番組
- 『ななめ45°とドラゴンアットマークのオーマイガー』（チバテレ）2011年7月〜2012年12月
- 『ドラゴンアットマーク』（チバテレ）2012年1月〜12月
- 『アロワナ』（チバテレ）2013年2月〜6月
- 『マジかよ』（チバテレ）2013年10〜12月
- 『サブカルチャードラゴンTVマジかよ』（チバテレ）2014年1月〜6月

## 舞台・イベント
- GOD SIDE
- DARKSIDE
- ドラゴン家
- NATIVE DRAGON
- 神風
- 超バカ劇ヲタロック